# 林芷煖
林芷煖（英語：Calista Lam Tsz Huen，1995年4月1日—），前香港傷殘羽毛球運動員，現代表澳洲。曾患上骨癌，需要換金屬骨，後於2018年加入香港傷殘羽毛球代表隊，在2018年亞洲殘疾人運動會取得SU5級女子單打銅牌。

## 生平

### 早年生活
林芷煖在8歲、小學三年級時參加學校羽毛球興趣班後即愛上了這項運動，每日都在球場度過，星期日比賽，其餘6日訓練，每日放學都練習三四個小時，到夜晚11時才回家做功課，夢想成為羽毛球運動員，後來她獲選為香港青年代表隊成員，但在準備進入港隊時卻突然遇上了骨癌。她曾就讀博愛醫院歷屆總理聯誼會梁省德學校上午校及博愛醫院鄧佩瓊紀念中學。

### 患上骨癌
在林年僅10歲，讀小學六年級時，她經常到醫院檢查左手肩膀痛處，後證實為骨癌。她需要留院接受治療，她指，當時對癌症認識很少，只從電視劇中認知，覺得癌症都是末期，三個月便離世，因而害怕。然而，其父親承諾康復後會允許林養狗和重新投入羽毛球運動，令她堅持接受治療。在住院的一年半期間，她經歷了28次化療。她形容用化療藥的感覺像嚴重的感冒，每當清醒的時候，都會頭暈嘔吐，全身無力，無法進食，需要以靜脈注射補充營養，每次維持4至5日，但幾乎每星期都用一次藥，令她無法做其他事。全身甚至曾經收縮得需要以輪椅代步。又因為她無法下床，其母親需要為她清潔身體和處理大小二便，又由於需要量度排泄物和嘔吐物，每次她吐瀉失禁，母親都還要倒起為她量度。母親每晚留下睡在梳化床，睡得腰酸背痛也要陪伴她，以及在林化療後沒有食慾、厭倦醫院飯餐時，費心準備她最愛的食物，令她留下了很深的印象。醫生亦曾經嘗試加重劑量，縮短療程時間，但反作用強烈，甚至需要入住隔離病房，令她一度有不想再活下去的念頭。在林接受了兩次化療後，她獲生命小戰士會安排，由一名同患骨癌的男孩探訪她和分享故事，令她感覺到「不是自己一個人」面對。住院時，林發現即使左手連接着靜脈注射儀器，右手仍然可以動，遂拿起球拍揮動。
除了化療外，林在中途的第14次化療後亦接受過換骨手術，左上臂骨被取出，部分肌肉被切除，改裝成金屬手臂，臂上留下七吋長的疤痕。她亦從此無法做到一些簡單的動作，左臂無法揮動，亦無法舉至高於肩，不能發力，穿衣服也要讓右手替左手放進袖裏，洗澡只能用一隻手。跑步亦跑不快，打羽毛球時無法用左手帶動，令身體難以維持平衡，加上患病令她錯過了選拔的黃金時期，訓練進度落後於同齡對手，甚至敗於其他人，令她曾經打算放棄做運動，卻眼見弟弟打入青年軍，每日都練習，自己亦忍不住跟着一起去，令她維持一定的羽毛球水準。惟林當時的羽毛球運動員夢已破滅，於大專修讀平面設計，畢業後加入電影公司擔任電影美術指導。

### 運動員生涯
幾年後，一次與弟弟購買羽毛球拍時，遇上了她之後的教練，她覺得這是一個難得的機會，儘管面對着資金等問題，仍然希望把握機會，為了讓電影工作不會影響規律的訓練期，她辭去了原有的職務，全心投入訓練。她曾經打球導致左臂內的金屬圈脫落，令金屬臂移位，於是到手術室更換金屬圈，不足一年又再脫落，被醫生勸喻放棄打球，但她不聽勸告，最終決定移除零件，唯打球時需要以特製腰帶固定，令左手不會有大幅度擺動。經過半年訓練，林首赴泰國出戰，並在當地進行鑑定，確認傷殘運動員資格。到2018年，她成功加入香港傷殘羽毛球代表隊，同年10月參與亞洲殘疾人運動會SU5級單打單循環賽奪得銅牌，成為首位於亞帕運奪得獎牌的香港女子羽毛球運動員，在銅牌戰中，她面對的對手為東道主印尼選手，她憶述當時連自己發球的聲音都聽不到，憑極高心理質素才贏下了比賽，11月於澳洲殘疾人羽毛球國際賽奪得SU5級單打銅牌。她在2019年4月殘疾人羽毛球國際賽一場對中國選手的比賽中，不慎受傷，令左腳十字韌帶斷裂，令她以後打球時要兼顧左手和左腳，防止過度訓練。
2023年5月，林芷煖發文指將代表澳洲隊，赴巴林參加殘疾羽毛球賽事，她指自己在最需要幫助的時候被港隊取消資格，並對此決定感到失望，感覺幾年的努力並沒有被尊重。

## 比賽成績
| 年份   | 賽事                       | 項目          | 成績   | 參考   |
| ------ | -------------------------- | ------------- | ------ | ------ |
| 2018年 | 泰國殘疾人羽毛球國際賽     | SU5級女子單打 | 八強   | [ 17 ] |
| 2018年 | 亞洲殘疾人運動會           | SU5級女子單打 | 銅牌   | [ 12 ] |
| 2018年 | 澳洲殘疾人羽毛球國際賽     | SU5級女子單打 | 銅牌   | [ 12 ] |
| 2018年 | 亞洲青少年交流運動會       | SU5級女子單打 | 銀牌   | [ 12 ] |
| 2019年 | 土耳其殘疾人羽毛球國際賽   | SU5級女子單打 | 小組   | [ 13 ] |
| 2019年 | 杜拜殘疾人羽毛球國際賽     | SU5級女子單打 | 八強   | [ 13 ] |
| 2022年 | 澳洲殘疾羽毛球全國冠軍賽   | SU5級女子單打 | 金牌   |        |
| 2023年 | 巴林殘疾人羽毛球國際賽     | SU5級女子單打 | 十六強 |        |
| 2023年 | 霍士印尼殘疾人羽毛球國際賽 | SU5級女子單打 | 銀牌   |        |
| 2023年 | 霍士印尼殘疾人羽毛球國際賽 | SU5級女子雙打 | 銅牌   |        |

## 其他工作
2023年，林芷煖參與拍攝ViuTV真人騷節目《One Day 約會實況》，與P1X3L成員葉振弘（Marco）「約會」一日。

## 外部連結
- 林芷煖的Instagram帳戶
- 林芷煖的Facebook專頁